# Сейнт Антъни
Сейнт Антъни (на английски: St. Anthony) е град в окръг Фримонт, щата Айдахо, САЩ. Сейнт Антъни е с население от 3342 жители (2000) и обща площ от 3,4 km². Намира се на 1514 m надморска височина. ЗИП кодът му е 83445, а телефонният му код е 208.